# 威廉·亨特
威廉·亨特（英語：William C. Hunter，1812年—1891年6月25日），美国商人。他曾先后在中国生活四十年，是一位中国通。
亨特出生于美国肯塔基州，1825年十三岁的他便前往广州美国夷馆工作。不久被派至马六甲的英华书院学习中文，可能是最早系统学习中文的美国人。回到广州后，他于1829年起进入美资公司旗昌洋行工作。1837年，他成为了旗昌洋行的合伙人。1842年退休后前往澳门。他还是第一艘进入中国水域的美国蒸汽船“美达”（Midas）号的船东之一。1844年他回到美国。此后他又曾回到中国，在广州、澳门、香港等地居住了二十年。期间，他还创办了亨特洋行。晚年赴法国定居。1891年6月25日，他在法国尼斯逝世，终年79岁。
亨特将其在中国的见闻整理为《广州番鬼录》（The 'Fan Kwae' at Canton，1882年）与《旧中国杂记》（Bits of Old China，1885年）出版。1954年，两书的一部分内容被翻译为中文，收入中国近代史资料丛刊《鸦片战争》。后来，广东人民出版社于1992年、1993年先后出版了两书的中文全译本。